# Maomé ibne Mani
Maomé ibne Mani (em árabe: محمد إبن مني; romaniz.: Muhammad ibn Mani) foi um missionário muçulmano do século XI, ativo no Império de Canem, no Sudão Central.

## Vida
A tradição atribui-lhe a conversão ou ao menos a confirmação e fortalecimento do maí Humé (r. 1076–1086) no islamismo. Humé é por vezes tido pelos cronistas como o primeiro maí muçulmano de Canem, porém o maram (carta de privilégio) concedido à família de Mani indica que viveu no país sob três reis antes da ascensão de Humé. Pelo documento, viveu por cinco anos na corte de Bulu (r. 1007–1023), seis anos na de Arcu (r. 1023–1067), quatro na de Hu (r. 1067–1071) e 14 sob Humé.